# Pedicythere kennettopetasi
Pedicythere kennettopetasi is een mosselkreeftjessoort uit de familie van de Cytheruridae. De wetenschappelijke naam van de soort is voor het eerst geldig gepubliceerd in 2009 door Yasuhara, Okahashi & Cronin.